# Marele scandal Cranberry
Marele scandal Cranberry (engleză Great Cranberry Scandal) este denumit un scandal din 1959 din SUA cu privire la alimentele consumate la festivitatea de "Ziua recoltei" (Thanksgiving) care se ține în Canada și SUA.

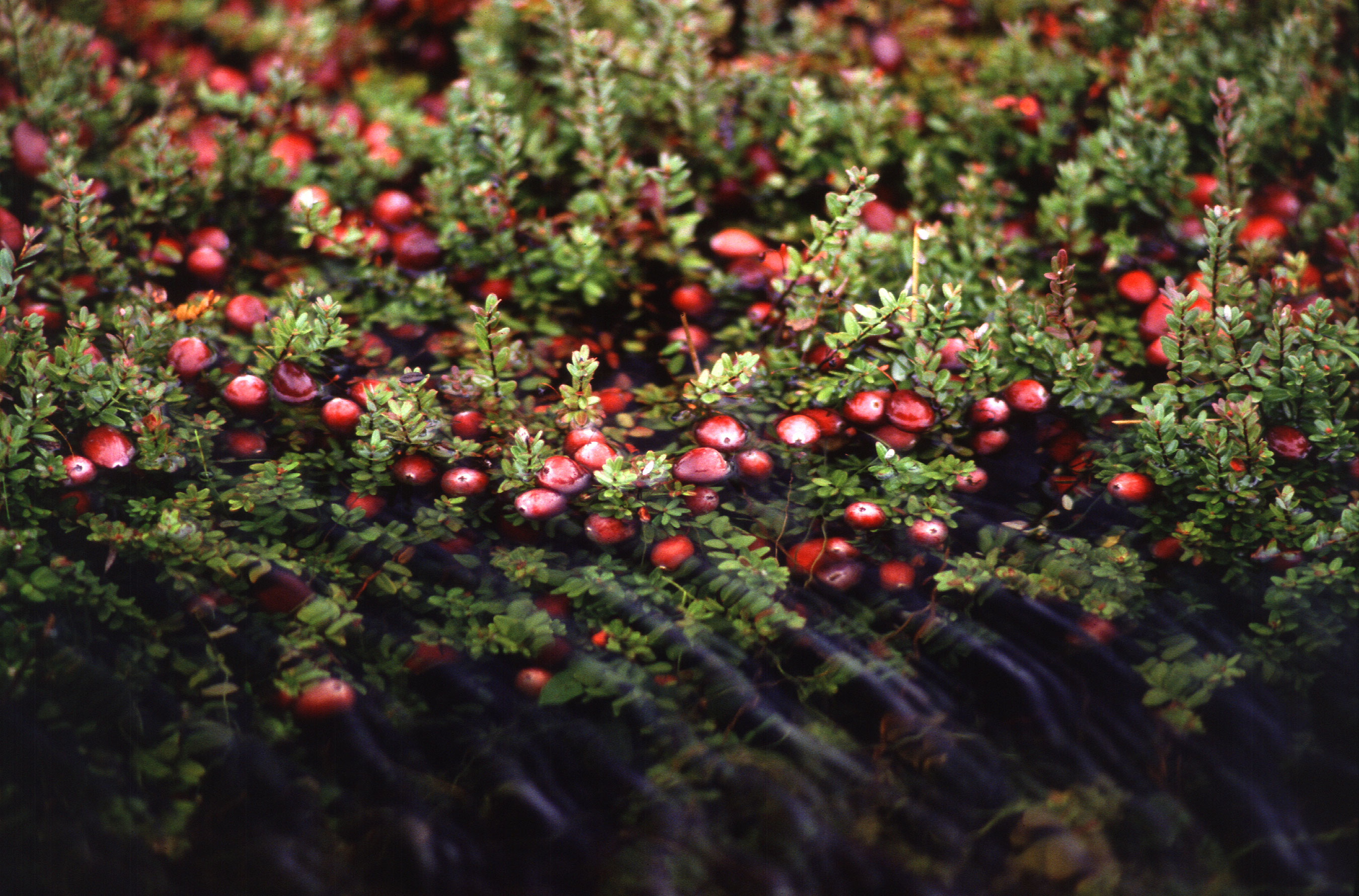
Vaccinium macrocarpon

## Descrierea evenimentelor
Pe câmpurile unde se recoltau boabele plantei "Vaccinium macrocarpum" s-a aprobat de Ministerul Agriculturii SUA, folosirea de amitrol (aminotriazol) un ierbicid nou, care era considerat din anul 1938 nevătămător omului. Controlul alimentelor FDA (Food and Drug Administration) a luat probe din boabele amintite în anul 1957 ele au fost păstrate în congelatoare pentru o examinare amănunțită a efectelor secundare a ierbicidului. Cercetările ulterioare au demonstrat în anul 1959 că amitrolul a provocat după o perioadă mai lungă de administrare cancerul tiroidei, la animalele de laborator. La data de 9 noiembrie 1959 de ziua recoltei ministrul sănătății american a recomadat consumatorilor să nu cumpere înainte ca fructele plantei "Vaccinium macrocarpum" să fie examinate. Această afirmație tardivă a ministrului a iritat publicul american care cumpărase deja cantități mari din fructele suspectate, fructe care făceau parte din meniul tradițional al festivității. Numulțumirea a apărut și în rândul producătorilor, deoarece cu toate că nu s-au găsit în fructe reziduri toxice, prețul lor a scăzut considerabil. Pentru liniștirea spiritelor ministrul agriculturii Ezra Taft Benson, a făcut cunoscut în presă că familia lui va servi de ziua recoltei fructele de Cranberry.
Prin intensificarea examinării fructelor într-un ritm alert s-a dovedit la timp lipsa toxicului din fructe și scandalul a fost dat uitării.

### Literatură
- Linda Lear: Rachel Carson: Witness for Nature. New York: Henry Holt, 1997, ISBN 0-8050-3428-5
- Arlene R. Quaratiello: Rachel Carson – A Biography, Greenwood Press, Westport CT, 2005, ISBN 0-313-32388-7